# Liste der Baudenkmäler in Raisting
Auf dieser Seite sind die Baudenkmäler in der oberbayerischen Gemeinde Raisting zusammengestellt. Diese Tabelle ist eine Teilliste der Liste der Baudenkmäler in Bayern. Grundlage ist die Bayerische Denkmalliste, die auf Basis des Bayerischen Denkmalschutzgesetzes vom 1. Oktober 1973 erstmals erstellt wurde und seither durch das Bayerische Landesamt für Denkmalpflege geführt wird. Die folgenden Angaben ersetzen nicht die rechtsverbindliche Auskunft der Denkmalschutzbehörde.
 Die Liste gibt den Fortschreibungsstand vom 3. Juli 2018 wieder und umfasst achtzehn Baudenkmäler.

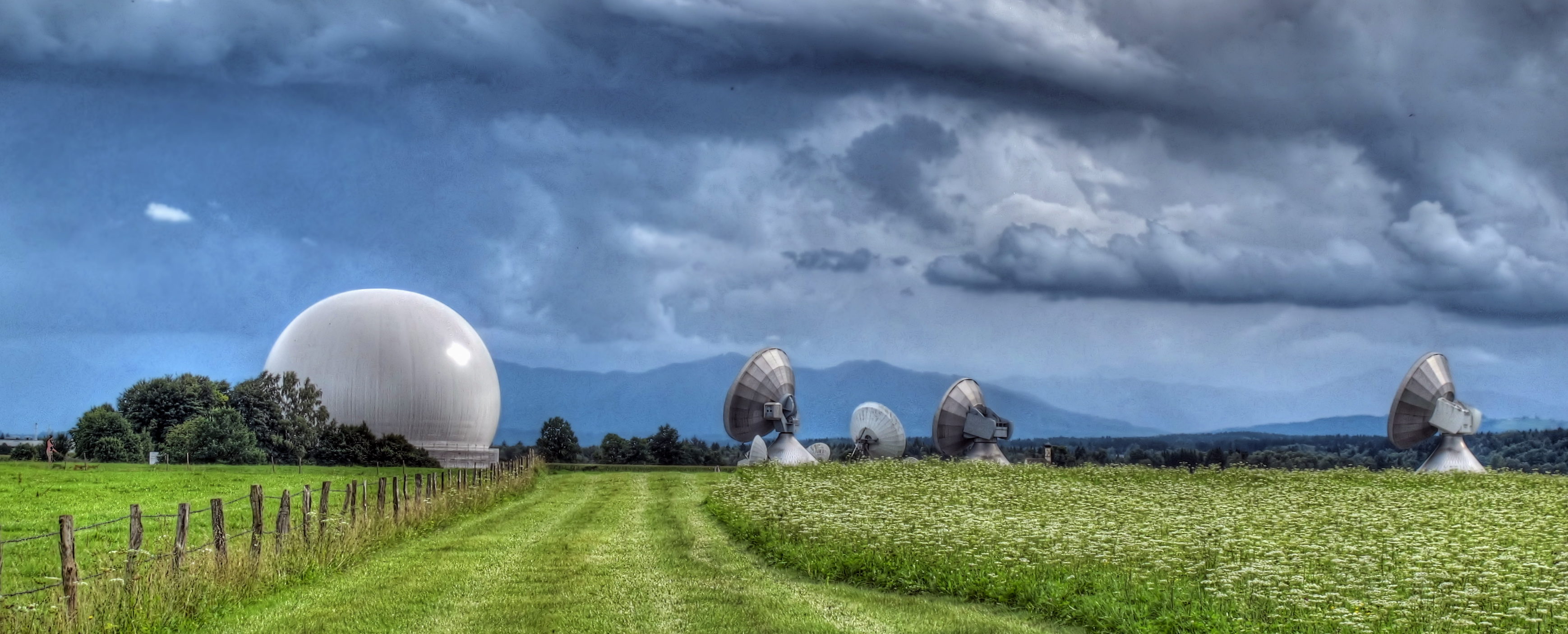
Erdfunkstelle Raisting

## Baudenkmäler nach Ortsteilen

### Raisting
| Lage                         | Objekt                                                        | Beschreibung | Akten-Nr.               | Bild                                                          |
| ---------------------------- | ------------------------------------------------------------- | --- | ----------------------- | ------------------------------------------------------------- |
| Floßmannstraße 9 (Standort)  | Ehemaliger Bauernhof, sogenannter Wirt, und Gasthaus zur Post | Zweigeschossiger Giebelbau mit Krüppelwalmdach und Putzgliederung, um 1840. | D-1-90-144-3            | Ehemaliger Bauernhof, sogenannter Wirt, und Gasthaus zur Post |
| Floßmannstraße 11 (Standort) | Wandbild am sogenannten Schwabbauer-Hof                       | Bezeichnet mit „1755“. | D-1-90-144-4            | Wandbild am sogenannten Schwabbauer-Hof                       |
| Floßmannstraße (Standort)    | Wegkapelle                                                    | Große Nischenanlage mit Portikus auf gusseisernen Säulchen und Krüppelwalmdach, im neugotischen Stil, Ende 19. Jahrhundert; mit Ausstattung.                                                                                            | D-1-90-144-5            | weitere Bilder                                                |
| Herrenstraße 13 (Standort)   | Wohnteil des ehemaligen Pfarrhofs                             | Zweigeschossiger verputzter Giebelbau mit steilem Satteldach und Traufgesims, 1745. | D-1-90-144-6            | Wohnteil des ehemaligen Pfarrhofs                             |
| Hofstätterweg 2 (Standort)   | Antenne 1 der Erdfunkstelle Raisting, sogenanntes Radom       | Rundbau mit strebenloser, kugelförmiger Kuppel aus Kunststoff, erbaut 1963/64 von Hans Maurer, Kuppel erneuert; mit technischer Ausstattung. (Zur Geschichte des Radoms)                                                                | D-1-90-144-18           | weitere Bilder                                                |
| Kirchenweg 1 (Standort)      | Katholische Pfarrkirche St. Remigius                          | Hoher barocker Saalbau mit Pilastergliederung, eingezogenem Polygonalchor, angefügter zweigeschossiger Sakristei und nördlichem Flankenturm mit Zwiebelhaube, Neubau von Michael Natter, 1694/96, 1766/82 umgestaltet; mit Ausstattung. | D-1-90-144-1            | weitere Bilder                                                |
| Kirchenweg 10 (Standort)     | Pfarrhaus                                                     | Zweigeschossiger villenartiger Quaderbau mit Flacherker und weit vorragendem Walmdach, 1915. | D-1-90-144-19           | Pfarrhaus                                                     |
| Kirchenweg 10 (Standort)     | Ehemalige Holzlege und Waschküche                             | Seitlich angefügter Zeltdachbau, gleichzeitig. | D-1-90-144-19 zugehörig | BW                                                            |
| Kirchenweg 15 (Standort)     | Sühnekreuz aus Tuffstein                                      | Wohl 16. Jahrhundert; beim südlichen Friedhofstor. | D-1-90-144-9            | Sühnekreuz aus Tuffstein                                      |
| Kirchenweg 15 (Standort)     | Friedhofskreuz                                                | gusseiserner Korpus mit Eisenkreuz und historisierender Verdachung, um 1890 | D-1-90-144-20           | BW                                                            |
| Kirchenweg (Standort)        | Wegkapelle                                                    | Verputzte Nischenanlage mit kleinem hölzernem Portikus, erste Hälfte 19. Jahrhundert. | D-1-90-144-7            | weitere Bilder                                                |
| Sankt Johann (Standort)      | Ehemalige Wallfahrtskirche St. Johannes der Täufer            | Spätgotischer Saalbau mit stark eingezogenem Polygonalchor, angefügter Sakristei und kleinem Westturm, 1428, Langhaus mit polygonalem Turmaufsatz und Zwiebelhaube 1725 erneuert; mit Ausstattung.                                      | D-1-90-144-2            | weitere Bilder                                                |

### Rothbad
| Lage                  | Objekt                               | Beschreibung                                                        | Akten-Nr.    | Bild           |
| --------------------- | ------------------------------------ | ------------------------------------------------------------------- | ------------ | -------------- |
| In Rothbad (Standort) | Gedächtniskapelle St. Johann Nepomuk | Kleiner offener Putzbau mit Pilaster und Gebälkgliederung, um 1925. | D-1-90-144-8 | weitere Bilder |

### Sölb
| Lage                                                             | Objekt                                        | Beschreibung | Akten-Nr.               | Bild                                          |
| ---------------------------------------------------------------- | --------------------------------------------- | --- | ----------------------- | --------------------------------------------- |
| Bei Sölb (Standort)                                              | Sühnekreuz                                    | Sandstein, 16./17. Jahrhundert; ursprünglicher Standort bei der Ertlmühle. | D-1-90-144-11           | weitere Bilder                                |
| Leonhardstraße 14 (Standort)                                     | Katholische Filialkirche St. Margaretha       | Barocker Saalbau mit westlichem Fassadentürmchen, angefügter Sakristei und stark eingezogenem spätgotischem Chor des Vorgängerbaus, 1739/40, Umgestaltung in neuromanischen Formen 1884; mit Ausstattung. | D-1-90-144-17           | weitere Bilder                                |
| Sölber Straße 4 (Standort)                                       | Ehemaliges Bauernhaus, sogenannter Schmalzer  | Zweigeschossiger Einfirsthof mit Satteldach und Hochtenne, im Kern zweite Hälfte 18. Jahrhundert. | D-1-90-144-12           | BW                                            |
| Sölber Straße 4 (Standort)                                       | Ehemaliges Backhaus                           | Kleiner Putzbau mit Satteldach, erste Hälfte 19. Jahrhundert. | D-1-90-144-12 zugehörig | BW                                            |
| Sölber Straße 9 (Standort)                                       | Ehemaliges Bauernhaus, sogenannter Bichlfranz | Zweigeschossiges Kleinbauernhaus mit flachem Satteldach, im Kern 18. Jahrhundert. | D-1-90-144-14           | Ehemaliges Bauernhaus, sogenannter Bichlfranz |
| Sölber Straße, am Ortsausgang nach Dießen am Ammersee (Standort) | Sühnekreuz aus Tuffstein                      | Bezeichnet mit „1633“. | D-1-90-144-10           | Sühnekreuz aus Tuffstein                      |

### Stillern
| Lage                   | Objekt                                           | Beschreibung | Akten-Nr.               | Bild           |
| ---------------------- | ------------------------------------------------ | --- | ----------------------- | -------------- |
| In Stillern (Standort) | Kapelle St. Stephan                              | Barocker Saalbau mit eingezogener Apsis und Westturm mit Zwiebelhaube, angefügte Sakristei, 1664; mit Ausstattung. | D-1-90-144-15           | weitere Bilder |
| Stillern 1 (Standort)  | Traufbundwerk am Wirtschaftsteil des Bauernhofes | Anfang 19. Jahrhundert.                                                                                            | D-1-90-144-16           | weitere Bilder |
| Stillern 1 (Standort)  | Wappentafel am Nebengebäude                      | Bezeichnet mit „1719“.                                                                                             | D-1-90-144-16 zugehörig | BW             |